# Боксирующий кенгуру

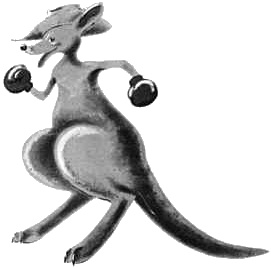
Боксирующий кенгуру

Боксирующий кенгуру (англ. The Boxing Kangaroo) — национальный символ Австралии, часто встречаемый в популярной культуре мира. Спортивные талисманы «Боксирующего кенгуру» можно наблюдать на многих спортивных мероприятиях с участием национальной команды Австралии по таким видам спорта, как крикет, футбол, теннис, на Играх Содружества, а также на Олимпийских играх. Среди австралийских болельщиков неофициально считается «спортивным флагом Австралии»

## История возникновения символа

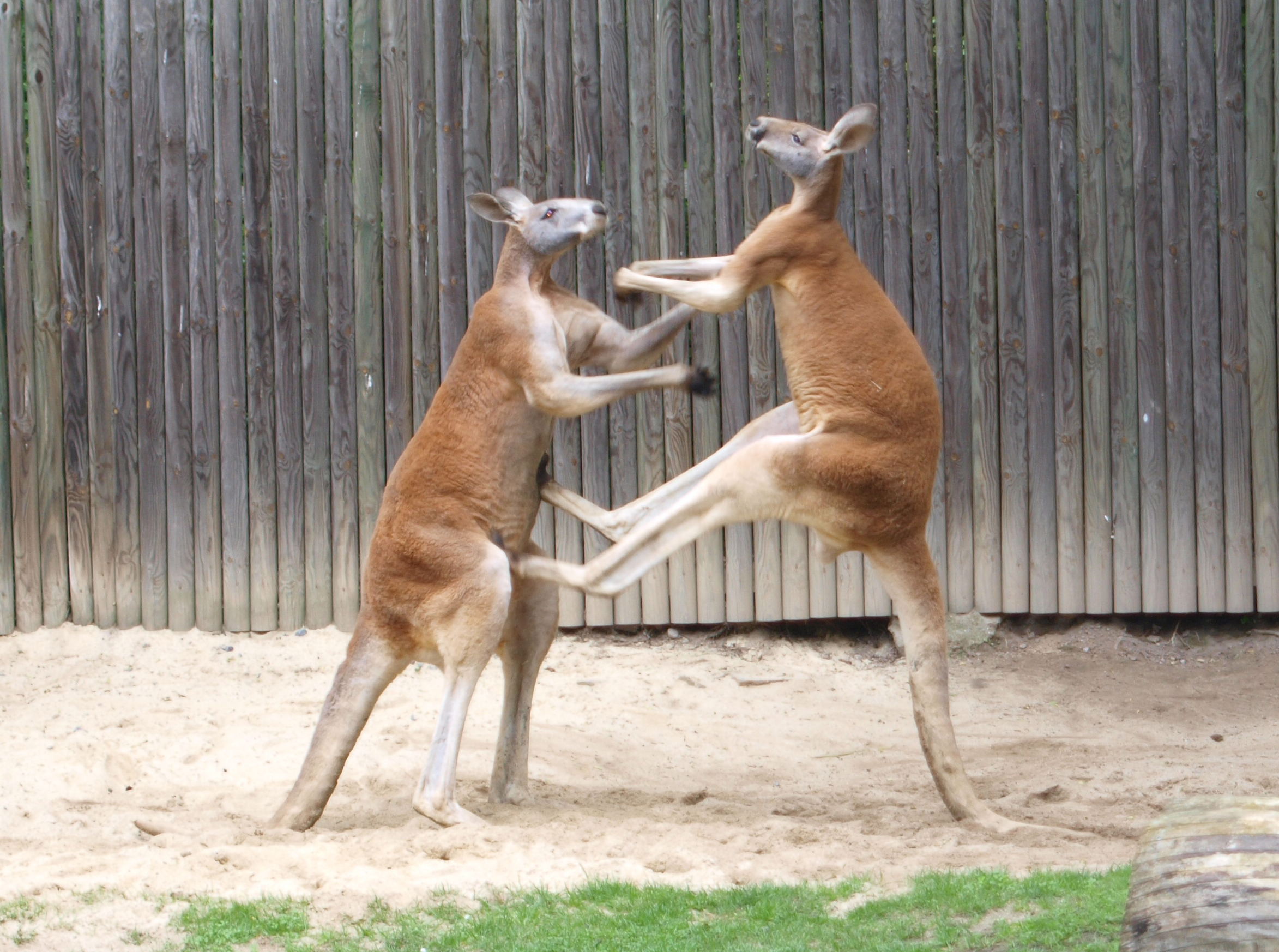
Драка рыжих кенгуру

Образ «боксирующего кенгуру» происходит от поведения кенгуру в момент схватки с противником. Сначала кенгуру отталкивает противника передними лапами (или же «руками»), держа тем самым его на расстоянии, а более мощными задними лапами наносит сокрушающие удары, от которых противник получает очень серьёзные повреждения или даже погибает. Вид такого боя кенгуру с неприятелем создает впечатление, будто бы кенгуру «боксирует» с ним, отчего и появился знаменитый образ «боксирующего кенгуру».
Образ «боксирующего кенгуру» известен по крайней мере с 1891 года, когда в одной из сиднейских газет была опубликована иллюстрация с кенгуру, дерущегося с человеком. В свою очередь, эта идея взята из представлений бродячих артистов второй половины XIX века, в которых присутствовал персонаж кенгуру в боксерских перчатках, дерущийся с людьми. Немецкий немой фильм 1895 года «Бокс с кенгуру» и британский фильм 1896 года «The Boxing Cangaroo» тоже представляли публике этот персонаж, а американские короткометражные мультфильмы «The Boxing Kangaroo» (1920), «Mickey’s Kangaroo» (1935) и «Pop 'Im Pop!» (1949) окончательно оформили образ «боксирующего кенгуру» как национального символа Австралии в культуре англосаксонского мира.
Во время второй мировой войны «боксирующий кенгуру» стал символом Королевских военно-воздушных сил Австралии. В 1941 году пилоты одного из эскадронов ВВС Австралии, базировавшегося в Сингапуре и Британской Малайе начали рисовать «боксирующих кенгуру» на фюзеляжах своих самолетов чтобы отличать самолеты ВВС Австралии от прочих самолетов Союзников. Подобная практика вскоре распространилась и на другие роды войск, в том числе на Королевский австралийский военно-морской флот.
В 1983 году «боксирующий кенгуру» стал известен на весь мир, благодаря успешному выступлению австралийской команды в регате «Кубок „Америки“», где флаг с кенгуру золотистого цвета в алых боксёрских перчатках на зеленом фоне был поднят на яхте «Australia II». Владелец яхты Australia II австралийских бизнесмен Алан Бонд позже дал лицензию на массовое коммерческое использование этой версии образа «боксирующего кенгуру». Еще позже австралийский олимпийский комитет выкупил образ у Бонда дабы использовать его как официальный спортивный талисман сборной команды Австралии и для пропаганды спорта в австралийских школах.

## XXI Зимние олимпийские игры в Ванкувере
В связи с тем, что изображение кенгуру в боксёрских перчатках — зарегистрированный товарный знак Олимпийского комитета Австралии и демонстрация такого изображения может быть приравнено к рекламе, Международный олимпийский комитет (МОК) запретил использование флага на олимпиаде 2010 года в Ванкувере. Но впоследствии президент МОК Жак Рогге отменил запрет.